# Arnhim Eustace
Arnhim Ulric Eustace (San Vicente, 5 de octubre de 1944) es un economista y político sanvicentino que ejerció como primer ministro de San Vicente y las Granadinas entre 2000 y 2001. Fue líder del Nuevo Partido Democrático entre 2000 y 2016, y encabezó la oposición al gobierno de Ralph Gonsalves (del Partido de la Unidad Laborista) en la Cámara de la Asamblea. Representa al distrito de East Kingstown en el legislativo desde 1998.
El 27 de octubre de 2000, Eustace, entonces un neófito político, sucedió a James Fitz-Allen Mitchell como líder del NDP, y el 28 de marzo de 2001, el NDP fue derrotado en las elecciones generales de 2001 en las que el partido se redujo de 8 a 3 escaños, siendo reemplazado por un gobierno con mayoría de dos tercios del Partido de la Unidad Laborista de Ralph Gonsalves. En las elecciones generales del 7 de diciembre de 2005, el NDP, aún liderado por Eustace, también obtuvo 3 escaños. En las elecciones generales del 13 de diciembre de 2010, el NDP vio un aumento en el voto popular al 48,67%, ganando 7 escaños en una elección cerrada, escenario que se repitió en 2015. En 2016, Eustance dimitió como líder del NDP y fue sucedido por Godwin Friday.